# الجناب (ردمان)

تعديل مصدري - تعديل

الجناب هي إحدى قرى عزلة غول سليمان بمديرية ردمان التابعة لمحافظة البيضاء، بلغ تعداد سكانها 92 نسمة حسب تعداد اليمن لعام 2004.